# H. R. F. Keating
Henry Reymond Fitzwalter Keating, detto Harry (St Leonards-on-Sea, 31 ottobre 1926 – Londra, 27 marzo 2011), è stato uno scrittore britannico di romanzi gialli.

## Biografia
Nato il 31 ottobre 1926, compie gli studi alla Merchant Taylors’ School a Londra e in seguito al Trinity College di Dublino.
Dopo un lungo apprendistato nel giornalismo, esordisce nella narrativa nel 1959, anno in cui la Victor Gollancz Ltd gli pubblica Death and the Visiting Firemen.
Autore molto prolifico, nella sua lunga carriera ha dato alle stampe circa 60 romanzi (tra i quali si ricorda la serie dell'ispettore Ganesh Ghote e numerosi saggi e recensioni per il Times) che gli hanno valso l'unanime riconoscimento del pubblico e della critica che gli ha assegnato due Gold Dagger e un Cartier Diamond Dagger alla carriera.
Muore a Londra a 84 anni il 27 marzo 2011.

## Opere principali

### Serie Ispettore Ghote
- The Perfect Murder (1964)
- La crociata dell'ispettore Ghote (Inspector Ghote's Good Crusade, 1966), Roma, Elliot, 2015 traduzione di Daniela Pezzella e Monica Pezzella ISBN 978-88-6192-790-2.
- Inspector Ghote Caught in Meshes (1967)
- Inspector Ghote Hunts the Peacock (1968)
- Inspector Ghote Plays a Joker (1969)
- Inspector Ghote Breaks an Egg (1970)
- Inspector Ghote Goes by Train (1971)
- Inspector Ghote Trusts the Heart (1972)
- Bats Fly Up for Inspector Ghote (1974)
- Filmi, Filmi, Inspector Ghote (1976)
- Inspector Ghote Draws a Line (1979)
- The Murder of the Maharajah (1980)
- Go West Inspector Ghote (1981)
- The Sheriff of Bombay (1984)
- Under a Monsoon Cloud (1986)
- The Body in the Billiard Room (1987)
- Dead on Time (1988)
- The Iciest Sin (1990)
- Inspector Ghote, His Life and Crimes (1989)
- Cheating Death (1992)
- Doing Wrong (1993)
- Asking Questions (1996)
- Bribery, Corruption Also (1999)
- Breaking and Entering (2000)
- Inspector Ghote's First Case (2008)
- A Small Case for Inspector Ghote? (2009)

### Serie Harriet Martens
- The Hard Detective (2000)
- A Detective in Love (2001)
- A Detective Under Fire (2002)
- The Dreaming Detective (2003)
- A Detective at Death's Door (2004)
- One Man and His Bomb (2006)
- Rules, Regs and Rotten Eggs (2007)

### Trilogia firmata Evelyn Hervey
- The Governess (1983)
- The Man of Gold (1985)
- Into the Valley of Death (1986)

### Altri romanzi
- Death and the Visiting Firemen (1959)
- Zen There Was Murder (1960)
- A Rush On the Ultimate (1961)
- Fu il cane che morì (The Dog It Was That Died, 1962), Milano, Rizzoli, 1976
- Death of a Fat God (1963)
- Is Skin-Deep, Is Fatal (1965)
- The Strong Man (1971)
- The Underside (1974)
- A Remarkable Case of Burglary (1975)
- A Long Walk to Wimbledon (1978)
- The Murder of the Maharajah (1980)
- The Lucky Alphonse (1982)
- The Rich Detective (1993)
- The Good Detective (1995)
- The Bad Detective (1996)
- The Soft Detective (1997)
- Jack the Lady Killer (1999)

### Romanzamenti
- Murder by Death (1976) dal film Invito a cena con delitto

### Saggi
- Understanding Pierre Teilhard de Chardin: a Guide to the Phenomenon of Man (1969)
- Murder Must Appetize (1975)
- Edgar Wallace: The Man of Many Mysteries (1975)
- Agatha Christie – First Lady of Crime (1977)
- Sherlock Holmes, the Man and His World (1979)
- Great Crimes (1982)
- Writing Crime Fiction (1986)
- Crime and Mystery: the 100 Best Books (1987)
- The Bedside Companion to Crime (1989)

## Filmografia
- The Perfect Murder regia di Zafar Hai (1988) (soggetto)

## Alcuni riconoscimenti
- Gold Dagger: 1964 per The Perfect Murder e 1980 per The Murder of the Maharaja
- Premio Macavity per il miglior saggio: 1990 per The Bedside Companion to Crime
- Cartier Diamond Dagger: 1996 alla carriera
- Premio Agatha alla carriera: 2006